# Acheroxenylla furcata
Acheroxenylla furcata är en urinsektsart som beskrevs av Fjellberg 1992. Acheroxenylla furcata ingår i släktet Acheroxenylla och familjen Hypogastruridae. Inga underarter finns listade i Catalogue of Life.